# Pentateucha
Pentateucha is een geslacht van vlinders uit de onderfamilie Smerinthinae van de familie pijlstaarten (Sphingidae).

## Soorten
- Pentateucha curiosa Swinhoe, 1908
- Pentateucha inouei Owada & Brechlin, 1997
- Pentateucha stueningi Owada & Kitching, 1997